# Czesław Lewandowski (1878–1923)
Czesław Lewandowski (ur. 1 lipca 1878 w Radomierzu, zm. 31 grudnia 1923 w Inowrocławiu) – polski przedsiębiorca i samorządowiec, radny miasta Inowrocławia.
Był synem właściciela gospodarstwa w Radomierzu Karola Lewandowskiego oraz Rozalii z Grześkowiaków. Po osiągnięciu pełnoletniości uczył się zawodu drogisty u swojego brata Jana Nepomucena Lewandowskiego we Wrześni.
W Inowrocławiu zamieszkał przed 1907. Po 1909 nabył Centralną Drogerię przy Rynku 2, a kilka lat później drugą drogerię przy ul. Królowej Jadwigi. W 1916 powołany został do wojska pruskiego i wysłany na front wschodni. W tym czasie jego drogerie prowadził brat Ludwik Lewandowski, a po nim siostrzeniec Kazimierz Bajerlein. Czesław Lewandowski został ciężko ranny i już nigdy nie odzyskał pełni sił.
Był członkiem rady nadzorczej Drukarni i Wydawnictwa „Dziennika Kujawskiego”, Towarzystwa Kupców i Młodzieży Kupieckiej, które przemianowano na Towarzystwo Samodzielnych Polsko-Chrześcijańskich Kupców. Od 1913 był w nim bibliotekarzem, a od 1919 skarbnikiem. W 1920 wybrano go do Rady Powiatowej Kasy Oszczędności. Współzakładał w 1921 Kurkowe Bractwo Strzeleckie w Inowrocławiu, a także klub wioślarski Vistula. Był również pierwszym prezesem Polskiego Czerwonego Krzyża w Inowrocławiu. Współorganizował lokalne koło Związku Ludowo-Narodowego. Został radnym miejskim II kadencji, jednak ze względu na coraz gorszy stan zdrowia, w październiku 1923 mandat złożył.
W 1910 poślubił Joannę z Suszczyńskich, córkę dyrektora Fabryki Cegielskiego w Poznaniu. W 1921 adoptowali Annę, osieroconą wcześnie dziewczynkę urodzoną w 1919 w polskiej rodzinie w Harbinie w Chinach (dziecko dotarło do Polski, wraz z innymi sierotami, przez japońską ochronkę, a następnie Stany Zjednoczone).
Czesław Lewandowski zmarł nagle i został pochowany na inowrocławskim cmentarzu.